# Bennet Distributors
UAB Bennet Distributors (kurz: BD) ist ein 1991 gegründetes litauisches Handelsunternehmen mit Sitz in Vilnius. BD ist im Getränkegroßhandel tätig und fungiert in Litauen als Importeur und Distributor. Über 70 Hersteller und 100 Warenzeichen werden durch BD vertreten.
Bennet Distributors beschäftigt 300 Arbeitnehmer, erzielt einen Umsatz von 185 Mio. LTL (53 Mio. EUR, 2005) und gehört zu den 50 größten litauischen Unternehmen. In Litauen werden sechs Filialen (in Kaunas, Klaipėda, Panevėžys, Šiauliai, Marijampolė und Utena) sowie eine eigene Einzelhandelskette Gėrimų Pasaulis mit 25 Geschäften (Stand: 2006) betrieben.

## Leitung
- 1992: Rimvydas Jasinavičius (* 1943)
- 2000–2007: Jaunius Žiogas (*  1973)
- Marek Kuklis